# Fuzzy Door Productions
Fuzzy Door Productions er et amerikansk tv-produktionsselskab grundlagt af Seth MacFarlane. Selskabets produktion inkluderer MacFarlanes animerede komedieserier Family Guy, American Dad! og The Cleveland Show, samt liv-action komedieserien The Winner.

## Ekstern henvisning
- Fuzzy Door Productions på IMDB Arkiveret 30. december 2010 hos  Wayback Machine

| Firma | Spire Denne artikel om et firma eller en virksomhed i USA er en spire som bør udbygges. Du er velkommen til at hjælpe Wikipedia ved at udvide den. |

| Fjernsyn | Spire Denne artikel om et tv-program er en spire som bør udbygges. Du er velkommen til at hjælpe Wikipedia ved at udvide den. |